# The Angel and the Gambler
The Angel and the Gambler è un singolo del gruppo musicale britannico Iron Maiden, pubblicato il 9 marzo 1998 come primo estratto dal nono album in studio Virtual XI.

## Descrizione
Il singolo è stato pubblicato in diversi formati e le due versioni inglesi sono le prime a presentare come b-sides due videoclips (precisamente Afraid to Shoot Strangers registrata durante un concerto in Israele e Man on the Edge). Le altre b-sides sono due tracce audio registrate durante il The X Factour, tra il 1995 e il 1996.
La versione in vinile si distingue dalle altre per avere una cover diversa disegnata da Derek Riggs.

## Tracce
CD – parte 1 (Regno Unito)
1. The Angel and the Gambler  (Harris)  - 9:56
2. Blood on the World's Hands (live)  (Harris)  - 6:05
3. Afraid to Shoot Strangers (Video live)  (Harris)  - 6:52

CD – parte 2 (Regno Unito)
1. The Angel and the Gambler (edit)  (Harris)  - 6:01
2. The Aftermath (live)  (Bayley, Gers, Harris)  - 6:41
3. Man On The Edge (Video)  (Harris>  - 4:11

CD (Europa)
1. The Angel and the Gambler (edit)  (Harris)  - 6:04
2. Blood on the World's Hands (live)  (Harris)  - 6:05
3. The Aftermath (live)  (Bayley, Gers, Harris)  - 6:43

7"
1. The Angel and the Gambler (edit)  (Harris)  - 6:04
2. Blood on the World's Hands (live)  (Harris)  - 6:05

## Formazione
- Blaze Bayley – voce
- Dave Murray – chitarra
- Janick Gers – chitarra
- Steve Harris – basso,tastiera
- Nicko McBrain – batteria

## Classifiche
| Classifica (1998) | Posizione massima |
| ----------------- | ----------------- |
| Italia            | 3                 |